# Omega2 Aquilae
Omega2 Aquilae (ω2 Aqulilae, förkortat Omega2 Aql, ω2 Aql) är en ensam stjärna belägen i den nordvästra delen av stjärnbilden Örnen. Den har en skenbar magnitud på 6,02 och är svagt synlig för blotta ögat där ljusföroreningar ej förekommer. Baserat på parallaxmätning inom Hipparcosuppdraget på ca 12,3 mas, beräknas den befinna sig på ett avstånd på ca 270 ljusår (ca 81 parsek) från solen.

## Egenskaper
Omega2 Aquilae är en blå till vit stjärna i huvudserien av spektralklass A2 V. Den har en radie som är ungefär dubbelt så stor som solens och utsänder från dess fotosfär ca 22 gånger mera energi än solen vid en effektiv temperatur av ca 8 900 K.